# Hinzenbach
Hinzenbach è un comune austriaco di 1 982 abitanti nel distretto di Eferding, in Alta Austria.
Stazione sciistica specializzata nello sci nordico, è attrezzata con il trampolino Aigner entro il complesso Energie AG-Skisprung Arena.